# Maximiliaan van Arberg

Familiewapen
van Arberg

Maximiliaan Nicolaas Edmond Joseph van Arberg (1691-1767) was graaf van Arberg en Valangin, van het Heilige Roomse Rijk, graaf van Peer en heer van Helmond en Elsloo van 1720-1767. Hij was de zoon van Albert-Joseph van Arberg en Isabelle Félicité van Cortenbach.

## Levensloop
Maximiliaan verkreeg de heerlijkheid ter gelegenheid van zijn eerste huwelijk op 10 februari 1715 in Luik met Anna Rebecca Fuger de Kirchberg (1696 - 24 december 1731), maar werd pas in 1720 als heer bevestigd. Op 10 februari 1721 werd hij ingehuldigd. Anna was een dochter van François Guidewald van Kirchberg graaf Fugger van Kirchberg, Weissenborn. Dit eerste huwelijk bracht zes kinderen voort waaronder:
- Karel Maximiliaan Albert Nepomucenus van Arberg graaf van Arberg. Hij was kamerheer van de keizer, majoor in het regiment van zijn oom in 1756, luitenant-kolonel 1757 en kolonel-commandant 1759. Karel overleed ongehuwd en zonder nageslacht in 1759.
- Clement August van Arberg, geboren in 1729, kapitein in een regiment Waalse grenadiers. Hij overleed ongehuwd en zonder nageslacht in Doornik in 1752.

Na Anna's overlijden hertrouwde Maximiliaan in 1733 met Henriette du Han de Martigny (1709-1742) kanunnikes van Nijvel, dochter van Philippe Louis en van Catharina Françoise de Rocquefeuille de Puydebar. Zij kregen negen kinderen, onder wie: 
- Charles-Alexander van Arberg (kasteel Elsloo, 21 augustus 1734 - kasteel la Rochette, bij Chaudfontaine, 10 mei 1809), rijksgraaf, heer van Helmond en Rochette, baron van Elsloo, voogd van Limburg, priester en bisschop van Ieper.
- Antoinette Francisca Yolanda van Arberg (1735 - 6 juli 1796) kanunnikes van Nijvel.
- Nicolas Antoine van Arberg (1736-1813) die Maximiliaan opvolgde als heer van Helmond en Elsloo.
- Karel Marie van Arberg (1737 - Gent, 27 juli 1766), kapitein in het regiment van zijn oom, ongehuwd overleden.
- Johan Baptiste van Arberg, geboren op 20 mei 1738, kapitein in het regiment van Kolowrath, ongehuwd overleden.
- Leopold van Arberg, geboren in 1739, kapitein van het regiment kurassiers van O'Donnell, ongehuwd overleden.
- Maria Hermine van Arberg, geboren in 1742, kanunnikes van Nijvel.

Hij trouwde een derde maal op 15 december 1744 met Ferdinanda Louise de Horion kanunnikes van Nijvel. Dit huwelijk bleef kinderloos.

## Kasteel Helmond
Maximiliaan kwam niet vaak meer op Kasteel Helmond, doch liet zijn zaken behartigen door een rentmeester. Niettemin liet hij in 1757 de Warande in zijn huidige vorm aanleggen.
Bij zijn dood in 1767 kwam de heerlijkheid aan zijn zoon, Nicolas Antoine van Arberg.